# Центрополигон
Центрополиго́н — посёлок в Тегульдетском районе Томской области России. Входит в Тегульдетское сельское поселение.

## Географическое положение
Расположен на крайнем востоке области, на правом берегу реки Чулым в 14 км к северо-востоку от Тегульдета и в 225 км от Томска. Окружён тайгой и старицами Чулыма.
Относится к труднодоступным населённым пунктам Томской области. Моста через реку нет, ниже посёлка зимой наводится ледовая переправа (летом — паромная) на левый берег, откуда отходит дорога в деревню Куяновская Гарь и далее в райцентр.

## Население
| 1926 | 2002 | 2010 | 2012 | 2013 | 2014 | 2015 |
| ---- | ---- | ---- | ---- | ---- | ---- | ---- |
| 110  | ↗138 | ↘82  | ↘81  | ↘70  | ↘67  | ↘57  |
| 2021 |      |      |      |      |      |      |
| ↘28  |      |      |      |      |      |      |

## История
Посёлок основан в 1914 году как опорный пункт строительства участка Томск-Енисейской железной дороги. Название посёлку дано по его местоположению на полпути строящейся линии между Томском и Енисейском. В пойме Чулыма была организована добыча глины и запущены печи для обжига кирпича. В короткий срок были построены больница, школа, метеостанция, агрономический пункт, несколько двухэтажных домов и бараков, подсобные помещения. Были забиты лиственничные сваи для будущего железнодорожного моста. Однако продолжению строительства железной дороги помешала Первая мировая война. В 1925 году школа была закрыта, агропункт и метеостанция были вывезены в Ачинск.
Резкое увеличение числа жителей произошло в 1930 году, когда сюда стали ссылать раскулаченных крестьян. В 1932 году была вновь открыта школа. Однако в послевоенное время происходит постепенная убыль населения поселка — часть жителей возвращается на прежние места проживания, часть переезжает в населённые пункты с более комфортными условиями.
В 1999 году средняя школа была преобразована в начальную, где в настоящее время обучается 5 человек.

## Археологические находки
В посёлке у больницы на высоком мысе находится Центрополигонское городище. Остроугольный мыс отделён от материковой части прямым валом высотой 1,5 м, перед которым проходит ров глубиной до 2 м. На поверхности находится несколько заплывших ям и курганов.

## Топографические карты
- Лист карты O-45-XXIII Центрополигон. Масштаб: 1 : 200 000. Указать дату выпуска/состояния местности.